# Aigen im Mühlkreis
Aigen im Mühlkreis – dawna gmina targowa w Austrii, w kraju związkowym Górna Austria, w powiecie Rohrbach. 1 maja 2015 została połączona z gminą Schlägl tworząc nowa gminę targową Aigen-Schlägl.